# Mimomma ochriplaga
Mimomma ochriplaga är en fjärilsart som beskrevs av W. Warren 1906. Mimomma ochriplaga ingår i släktet Mimomma och familjen mätare. Inga underarter finns listade i Catalogue of Life.